# بروس (ویرجینیای غربی)
بروس (به انگلیسی: Bruce) یک منطقهٔ مسکونی در ایالات متحده آمریکا است که در ویرجینیای غربی واقع شده‌است. بروس ۸۰۱٫۹۴ متر بالاتر از سطح دریا واقع شده‌است.